# Juan Bravo Murillo
Juan Bravo Murillo – hiszpański polityk, prawnik i ekonomista. Był przewodniczącym Rady Ministrów za panowania Izabeli II, co odpowiada dzisiejszemu stanowisku premiera.